# Torneo de New Haven 2018
El Connecticut Open 2018 fue la 50.ª edición del torneo femenino de tenis de la Serie Premier de la WTA Tour 2018. Se llevó a cabo en el Centro de Tenis Cullman-Heyman en New Haven, Connecticut (Estados Unidos), sobre canchas duras, del 19 al 25 de agosto. El torneo formó parte del US Open Series 2018.

## Distribución de puntos
| Modalidad           | Campeona | Finalista | Semifinales | Cuartos de final | 2.ª ronda | 1.ª ronda | Clasificadas | 3.ª ronda de clasificación | 2.ª ronda de clasificación | 1.ª ronda de clasificación |
| Individual femenino | 470      | 305       | 185         | 100              | 55        | 1         | 25           | 18                         | 13                         | 1                          |
| Dobles femenino     | 470      | 305       | 185         | 100              | -         | 1         | -            | -                          | -                          | -                          |

## Cabezas de serie

### Individuales femenino
| Tenista           | Ranking | Preclasificada |
| Simona Halep      | 1       | 1              |
| Caroline Garcia   | 5       | 2              |
| Petra Kvitová     | 6       | 3              |
| Karolína Plíšková | 8       | 4              |
| Julia Görges      | 10      | 5              |
| Ashleigh Barty    | 16      | 6              |
| Kiki Bertens      | 17      | 7              |
| Barbora Strýcová  | 22      | 8              |
| Daria Gavrilova   | 23      | 9              |

- Ranking del 13 de agosto de 2018.[2]

### Dobles femenino
| Tenista                             | Ranking | Preclasificadas |
| Andrea Hlaváčková Barbora Strýcová  | 15      | 1               |
| Demi Schuurs Katarina Srebotnik     | 38      | 2               |
| Kiki Bertens Johanna Larsson        | 41      | 3               |
| Irina-Camelia Begu Monica Niculescu | 57      | 4               |

## Campeonas

### Individual femenino
Aryna Sabalenka venció a  Carla Suárez por 6-1, 6-4

### Dobles femenino
Andrea Hlaváčková /  Barbora Strýcová vencieron a  Su-Wei Hsieh /  Laura Siegemund por 6-4, 6-7(7-9), [10-4]

## Calendario
Esta es la programación completa de los torneos durante el calendario de la WTA en 2018. Los torneos aparecen ordenados según su categoría y conforme se vayan disputando cronológicamente, figurando a su vez la tenista ganadora del torneo y el progreso de las jugadoras en cada torneo a partir de los cuartos de final. Para cada torneo se indica, además, el importe económico para premios, la superficie en la que se juega y el número de tenistas participantes.
Clave
| Grand Slam            |
| Finals                |
| Elite Trophy          |
| Premier Mandatory     |
| Premier 5             |
| Premier               |
| International         |
| Copa Hopman y Fed Cup |

### Enero
| Semana                  | Torneo | Campeonas                                        | Finalistas                                     | Semifinalistas                                        | Cuartos de final                                                         |
| ----------------------- | --- | ------------------------------------------------ | ---------------------------------------------- | ----------------------------------------------------- | ------------------------------------------------------------------------ |
| 1 de enero              | Hopman Cup Perth, Australia Campeonato Mixto de la ITF Dura (o) – 8 equipos (RR)                                                                 | Suiza Belinda Bencic Roger Federer 2-1           | Alemania · Angelique Kerber · Alexander Zverev | Eliminados del Grupo A · Bélgica · Australia · Canadá | Eliminados del Grupo B · Estados Unidos · Rusia · Japón                  |
| 1 de enero              | Brisbane International presented by Suncorp Brisbane, Australia WTA Premier $1,000,000 – Dura – 30S/32Q/16D Cuadro Individual – Cuadro de Dobles | Elina Svitolina 6-2, 6-1                         | Aliaksandra Sasnovich                          | Anastasija Sevastova Karolína Plíšková                | Aleksandra Krunić Alizé Cornet Johanna Konta Kaia Kanepi                 |
| 1 de enero              | Brisbane International presented by Suncorp Brisbane, Australia WTA Premier $1,000,000 – Dura – 30S/32Q/16D Cuadro Individual – Cuadro de Dobles | Kiki Bertens Demi Schuurs 7-5, 6-2               | Andreja Klepač María José Martínez             | Anastasija Sevastova Karolína Plíšková                | Aleksandra Krunić Alizé Cornet Johanna Konta Kaia Kanepi                 |
| 1 de enero              | Shenzhen Open Shenzhen, China WTA International $750,000 – Dura – 32S/16Q/16D Cuadro Individual – Cuadro de Dobles                               | Simona Halep 6-1, 2-6, 6-0                       | Kateřina Siniaková                             | Irina-Camelia Begu María Sharápova                    | Aryna Sabalenka Tímea Babos Zarina Diyas Kristýna Plíšková               |
| 1 de enero              | Shenzhen Open Shenzhen, China WTA International $750,000 – Dura – 32S/16Q/16D Cuadro Individual – Cuadro de Dobles                               | Irina-Camelia Begu Simona Halep 1-6, 6-1, [10-8] | Barbora Krejčíková Kateřina Siniaková          | Irina-Camelia Begu María Sharápova                    | Aryna Sabalenka Tímea Babos Zarina Diyas Kristýna Plíšková               |
| 1 de enero              | ASB Classic Auckland, Nueva Zelanda WTA International $250,000 – Dura – 32S/32Q/16D Cuadro Individual – Cuadro de Dobles                         | Julia Goerges 6-4, 7-6(4)                        | Caroline Wozniacki                             | Sachia Vickery Su-Wei Hsieh                           | Sofia Kenin Agnieszka Radwańska Barbora Strýcová Polona Hercog           |
| 1 de enero              | ASB Classic Auckland, Nueva Zelanda WTA International $250,000 – Dura – 32S/32Q/16D Cuadro Individual – Cuadro de Dobles                         | Sara Errani Bibiane Schoofs 7-5, 6-1             | Eri Hozumi Miyu Kato                           | Sachia Vickery Su-Wei Hsieh                           | Sofia Kenin Agnieszka Radwańska Barbora Strýcová Polona Hercog           |
| 8 de enero              | Sydney International Sídney, Australia WTA Premier $799,000 – Dura – 30S/32Q/16D Cuadro Individual – Cuadro de Dobles                            | Angelique Kerber 6-4, 6-4                        | Ashleigh Barty                                 | Daria Gavrilova Camila Giorgi                         | Garbiñe Muguruza Barbora Strýcová Agnieszka Radwańska Dominika Cibulková |
| 8 de enero              | Sydney International Sídney, Australia WTA Premier $799,000 – Dura – 30S/32Q/16D Cuadro Individual – Cuadro de Dobles                            | Gabriela Dabrowski Xu Yifan 6-3, 6-1             | Yung-Jan Chan Andrea Hlaváčková                | Daria Gavrilova Camila Giorgi                         | Garbiñe Muguruza Barbora Strýcová Agnieszka Radwańska Dominika Cibulková |
| 8 de enero              | Hobart International Hobart, Australia WTA International $250,000;– Dura – 32S/32Q/16D Cuadro Individual – Cuadro de Dobles                      | Elise Mertens 6-1, 4-6, 6-3                      | Mihaela Buzărnescu                             | Lesia Tsurenko Heather Watson                         | Aryna Sabalenka Alison Riske Donna Vekić Monica Niculescu                |
| 8 de enero              | Hobart International Hobart, Australia WTA International $250,000;– Dura – 32S/32Q/16D Cuadro Individual – Cuadro de Dobles                      | Elise Mertens Demi Schuurs 6-2, 6-2              | Lyudmyla Kichenok Makoto Ninomiya              | Lesia Tsurenko Heather Watson                         | Aryna Sabalenka Alison Riske Donna Vekić Monica Niculescu                |
| 15 de enero 22 de enero | Australian Open Melbourne, Australia Grand Slam A$25,036,000 – Dura 128S/96Q/64D/32X Cuadro Individual – Cuadro de Dobles – Dobles Mixtos        | Caroline Wozniacki 7-6(2), 3-6, 6-4              | Simona Halep                                   | Angelique Kerber Elise Mertens                        | Karolína Plíšková Madison Keys Elina Svitolina Carla Suárez              |
| 15 de enero 22 de enero | Australian Open Melbourne, Australia Grand Slam A$25,036,000 – Dura 128S/96Q/64D/32X Cuadro Individual – Cuadro de Dobles – Dobles Mixtos        | Tímea Babos Kristina Mladenovic 6-4, 6-3         | Yekaterina Makarova Yelena Vesnina             | Angelique Kerber Elise Mertens                        | Karolína Plíšková Madison Keys Elina Svitolina Carla Suárez              |
| 15 de enero 22 de enero | Australian Open Melbourne, Australia Grand Slam A$25,036,000 – Dura 128S/96Q/64D/32X Cuadro Individual – Cuadro de Dobles – Dobles Mixtos        | Gabriela Dabrowski Mate Pavić 2-6, 6-4, [11-9]   | Tímea Babos Rohan Bopanna                      | Angelique Kerber Elise Mertens                        | Karolína Plíšková Madison Keys Elina Svitolina Carla Suárez              |
| 29 de enero             | St. Petersburg Ladies Trophy San Petersburgo, Rusia WTA Premier $799,000 – Dura (i) – 28S/32Q/16D Cuadro Individual – Cuadro de Dobles           | Petra Kvitová 6-1, 6-2                           | Kristina Mladenovic                            | Daria Kasátkina Julia Goerges                         | Caroline Wozniacki Kateřina Siniaková Yelena Rybakina Jeļena Ostapenko   |
| 29 de enero             | St. Petersburg Ladies Trophy San Petersburgo, Rusia WTA Premier $799,000 – Dura (i) – 28S/32Q/16D Cuadro Individual – Cuadro de Dobles           | Timea Bacsinszky Vera Zvonareva 2-6, 6-1, [10-3] | Alla Kudryavtseva Katarina Srebotnik           | Daria Kasátkina Julia Goerges                         | Caroline Wozniacki Kateřina Siniaková Yelena Rybakina Jeļena Ostapenko   |
| 29 de enero             | Taiwan Open Taipéi, Taiwán WTA International $250,000 – Dura (i) – 32S/24Q/16D Cuadro Individual – Cuadro de Dobles                              | Tímea Babos 7-5, 6-1                             | Kateryna Kozlova                               | Yafan Wang Sabine Lisicki                             | Eugénie Bouchard Magda Linette Monica Niculescu Yulia Putintseva         |
| 29 de enero             | Taiwan Open Taipéi, Taiwán WTA International $250,000 – Dura (i) – 32S/24Q/16D Cuadro Individual – Cuadro de Dobles                              | Yingying Duan Yafan Wang 7-6(4), 7-6(5)          | Nao Hibino Oksana Kalashnikova                 | Yafan Wang Sabine Lisicki                             | Eugénie Bouchard Magda Linette Monica Niculescu Yulia Putintseva         |

### Febrero
| Semana        | Torneo | Campeonas                                                                 | Finalistas                                        | Semifinalistas                    | Cuartos de final                                                     |
| ------------- | --- | ------------------------------------------------------------------------- | ------------------------------------------------- | --------------------------------- | -------------------------------------------------------------------- |
| 5 de febrero  | Fed Cup by BNP Paribas - Cuartos de Final Minsk, Bielorrusia, Dura (i) Praga, República Checa, Dura (i) La Roche-sur-Yon, Francia, Dura (i) Asheville, Estados Unidos, Dura (i) | Ganadoras Alemania 3-2 República Checa 3-1 Francia 3-2 Estados Unidos 3-1 | Perdedoras Bielorrusia Suiza Bélgica Países Bajos |                                   |                                                                      |
| 12 de febrero | Qatar Total Open Doha, Catar WTA Premier 5 $3,173,000 – Dura – 56S/32Q/28D Cuadro Individual – Cuadro de Dobles                                                                 | Petra Kvitová 3-6, 6-3, 6-4                                               | Garbiñe Muguruza                                  | Caroline Wozniacki Simona Halep   | Angelique Kerber Julia Goerges Caroline Garcia Catherine Bellis      |
| 12 de febrero | Qatar Total Open Doha, Catar WTA Premier 5 $3,173,000 – Dura – 56S/32Q/28D Cuadro Individual – Cuadro de Dobles                                                                 | Gabriela Dabrowski Jeļena Ostapenko 6-3, 6-3                              | Andreja Klepač María José Martínez                | Caroline Wozniacki Simona Halep   | Angelique Kerber Julia Goerges Caroline Garcia Catherine Bellis      |
| 19 de febrero | Torneo de Dubái 2018 Dubái, Emiratos Árabes Unidos WTA Premier $2,623,485 – Dura – 28S/32Q/16D Cuadro Individual – Cuadro de Dobles                                             | Elina Svitolina 6-4, 6-0                                                  | Daria Kasátkina                                   | Angelique Kerber Garbiñe Muguruza | Naomi Osaka Karolína Plíšková Yelena Vesnina Caroline Garcia         |
| 19 de febrero | Torneo de Dubái 2018 Dubái, Emiratos Árabes Unidos WTA Premier $2,623,485 – Dura – 28S/32Q/16D Cuadro Individual – Cuadro de Dobles                                             | Hao-Ching Chan Zhaoxuan Yang 4-6, 6-2, [10-6]                             | Su-Wei Hsieh Shuai Peng                           | Angelique Kerber Garbiñe Muguruza | Naomi Osaka Karolína Plíšková Yelena Vesnina Caroline Garcia         |
| 19 de febrero | Hungarian Ladies Open Budapest, Hungría WTA International $250,000 – Dura (i) – 32S/24Q/16D Cuadro Individual – Cuadro de Dobles                                                | Alison Van Uytvanck 6-3, 3-6, 7-5                                         | Dominika Cibulková                                | Mona Barthel Viktória Kužmová     | Johanna Larsson Ysaline Bonaventure Petra Martić Shuai Zhang         |
| 19 de febrero | Hungarian Ladies Open Budapest, Hungría WTA International $250,000 – Dura (i) – 32S/24Q/16D Cuadro Individual – Cuadro de Dobles                                                | Georgina García Pérez Fanny Stollár 4-6, 6-4, [10-3]                      | Kirsten Flipkens Johanna Larsson                  | Mona Barthel Viktória Kužmová     | Johanna Larsson Ysaline Bonaventure Petra Martić Shuai Zhang         |
| 26 de febrero | Abierto Mexicano Telcel presentado por HSBC Acapulco, México WTA International $250,000 – Dura – 32S/24Q/16D Cuadro Individual – Cuadro de Dobles                               | Lesia Tsurenko 5-7, 7-6(2), 6-2                                           | Stefanie Vögele                                   | Rebecca Peterson Daria Gavrilova  | Sloane Stephens Shuai Zhang Verónica Cepede Royg Kristina Mladenovic |
| 26 de febrero | Abierto Mexicano Telcel presentado por HSBC Acapulco, México WTA International $250,000 – Dura – 32S/24Q/16D Cuadro Individual – Cuadro de Dobles                               | Tatjana Maria Heather Watson 7-5, 2-6, [10-2]                             | Kaitlyn Christian Sabrina Santamaria              | Rebecca Peterson Daria Gavrilova  | Sloane Stephens Shuai Zhang Verónica Cepede Royg Kristina Mladenovic |

### Marzo
| Semana                  | Torneo | Campeonas                               | Finalistas                            | Semifinalistas                     | Cuartos de final                                                  |
| ----------------------- | --- | --------------------------------------- | ------------------------------------- | ---------------------------------- | ----------------------------------------------------------------- |
| 5 de marzo 12 de marzo  | BNP Paribas Open Indian Wells, Estados Unidos WTA Premier Mandatory $7,972,535 – Dura – 96S/48Q/32D Cuadro Individual – Cuadro de Dobles      | Naomi Osaka 6-3, 6-2                    | Daria Kasátkina                       | Simona Halep Venus Williams        | Petra Martić Karolína Plíšková Carla Suárez Angelique Kerber      |
| 5 de marzo 12 de marzo  | BNP Paribas Open Indian Wells, Estados Unidos WTA Premier Mandatory $7,972,535 – Dura – 96S/48Q/32D Cuadro Individual – Cuadro de Dobles      | Su-Wei Hsieh Barbora Strýcová 6-4, 6-4  | Yekaterina Makarova Yelena Vesnina    | Simona Halep Venus Williams        | Petra Martić Karolína Plíšková Carla Suárez Angelique Kerber      |
| 19 de marzo 26 de marzo | Miami Open presented by Itaú Miami, Estados Unidos WTA Premier Mandatory $7,972,535 – Dura – 96S/48Q/32D Cuadro Individual – Cuadro de Dobles | Sloane Stephens 7-6(5), 6-1             | Jeļena Ostapenko                      | Victoria Azarenka Danielle Collins | Karolína Plíšková Angelique Kerber Elina Svitolina Venus Williams |
| 19 de marzo 26 de marzo | Miami Open presented by Itaú Miami, Estados Unidos WTA Premier Mandatory $7,972,535 – Dura – 96S/48Q/32D Cuadro Individual – Cuadro de Dobles | Ashleigh Barty Coco Vandeweghe 6-2, 6-1 | Barbora Krejčíková Kateřina Siniaková | Victoria Azarenka Danielle Collins | Karolína Plíšková Angelique Kerber Elina Svitolina Venus Williams |

### Abril
| Semana      | Torneo | Campeonas                                            | Finalistas                          | Semifinalistas                    | Cuartos de final                                                        |
| ----------- | --- | ---------------------------------------------------- | ----------------------------------- | --------------------------------- | ----------------------------------------------------------------------- |
| 2 de abril  | Volvo Car Open Charleston, Estados Unidos WTA Premier $800,000 – Tierra batida (verde) – 56S/32Q/16D Cuadro Individual – Cuadro de Dobles              | Kiki Bertens 6-2, 6-1                                | Julia Goerges                       | Madison Keys Anastasija Sevastova | Alizé Cornet Bernarda Pera Daria Kasátkina Kristýna Plíšková            |
| 2 de abril  | Volvo Car Open Charleston, Estados Unidos WTA Premier $800,000 – Tierra batida (verde) – 56S/32Q/16D Cuadro Individual – Cuadro de Dobles              | Alla Kudryavtseva Katarina Srebotnik 6-3, 6-3        | Andreja Klepač María José Martínez  | Madison Keys Anastasija Sevastova | Alizé Cornet Bernarda Pera Daria Kasátkina Kristýna Plíšková            |
| 2 de abril  | Abierto GNP Seguros Monterrey, México WTA International $250,000 – Dura – 32S/32Q/16D Cuadro Individual – Cuadro de Dobles                             | Garbiñe Muguruza 3-6, 6-4, 6-3                       | Tímea Babos                         | Ana Bogdan Sachia Vickery         | Ajla Tomljanović Danielle Collins Mónica Puig Magdaléna Rybáriková      |
| 2 de abril  | Abierto GNP Seguros Monterrey, México WTA International $250,000 – Dura – 32S/32Q/16D Cuadro Individual – Cuadro de Dobles                             | Naomi Broady Sara Sorribes 3-6, 6-4, [10-8]          | Desirae Krawczyk Giuliana Olmos     | Ana Bogdan Sachia Vickery         | Ajla Tomljanović Danielle Collins Mónica Puig Magdaléna Rybáriková      |
| 9 de abril  | Samsung Open presented by Corner Lugano, Suiza WTA International $250,000 – Tierra batida (roja) – 32S/24Q/16D Cuadro Individual – Cuadro de Dobles    | Elise Mertens 7-5, 6-2                               | Aryna Sabalenka                     | Stefanie Vögele Vera Lapko        | Tamara Korpatsch Camila Giorgi Kirsten Flipkens Mona Barthel            |
| 9 de abril  | Samsung Open presented by Corner Lugano, Suiza WTA International $250,000 – Tierra batida (roja) – 32S/24Q/16D Cuadro Individual – Cuadro de Dobles    | Kirsten Flipkens Elise Mertens 6-1, 6-3              | Vera Lapko Aryna Sabalenka          | Stefanie Vögele Vera Lapko        | Tamara Korpatsch Camila Giorgi Kirsten Flipkens Mona Barthel            |
| 9 de abril  | Claro Open Colsanitas Bogotá, Colombia WTA International $250,000 – Tierra batida (roja) – 32S/24Q/16D Cuadro Individual – Cuadro de Dobles            | Anna Schmiedlová 6-2, 6-4                            | Lara Arruabarrena                   | Ana Bogdan Dalila Jakupović       | Daniela Seguel Emiliana Arango Johanna Larsson Magda Linette            |
| 9 de abril  | Claro Open Colsanitas Bogotá, Colombia WTA International $250,000 – Tierra batida (roja) – 32S/24Q/16D Cuadro Individual – Cuadro de Dobles            | Dalila Jakupović Irina Khromacheva 6-3, 6-4          | Mariana Duque Nadia Podoroska       | Ana Bogdan Dalila Jakupović       | Daniela Seguel Emiliana Arango Johanna Larsson Magda Linette            |
| 16 de abril | Fed Cup by BNP Paribas - Semifinales Stuttgart, Alemania, Tierra batida (i) Aix-en-Provence, Francia, Tierra batida (i)                                | Ganadoras República Checa 4-1 Estados Unidos 3-2     | Perdedoras Alemania Francia         |                                   |                                                                         |
| 23 de abril | Porsche Tennis Grand Prix Stuttgart, Alemania WTA Premier $816,000 – Tierra batida (roja) (i) – 28S/32Q/16D Cuadro Individual – Cuadro de Dobles       | Karolína Plíšková 7-6(2), 6-4                        | Coco Vandeweghe                     | Caroline Garcia Anett Kontaveit   | Simona Halep Elina Svitolina Jeļena Ostapenko Anastasiya Pavliuchenkova |
| 23 de abril | Porsche Tennis Grand Prix Stuttgart, Alemania WTA Premier $816,000 – Tierra batida (roja) (i) – 28S/32Q/16D Cuadro Individual – Cuadro de Dobles       | Raquel Atawo Anna-Lena Grönefeld 6-4, 6-7(5), [10-5] | Nicole Melichar Květa Peschke       | Caroline Garcia Anett Kontaveit   | Simona Halep Elina Svitolina Jeļena Ostapenko Anastasiya Pavliuchenkova |
| 23 de abril | TEB BNP Paribas Istanbul Cup Estambul, Turquía WTA International $250,000 – Tierra batida (roja) – 32S/24Q/16D Cuadro Individual – Cuadro de Dobles    | Pauline Parmentier 6-4, 3-6, 6-3                     | Polona Hercog                       | Irina-Camelia Begu Maria Sakkari  | Caroline Wozniacki Donna Vekić Arantxa Rus Svetlana Kuznetsova          |
| 23 de abril | TEB BNP Paribas Istanbul Cup Estambul, Turquía WTA International $250,000 – Tierra batida (roja) – 32S/24Q/16D Cuadro Individual – Cuadro de Dobles    | Chen Liang Shuai Zhang 6-4, 6-4                      | Xenia Knoll Anna Smith              | Irina-Camelia Begu Maria Sakkari  | Caroline Wozniacki Donna Vekić Arantxa Rus Svetlana Kuznetsova          |
| 30 de abril | J&T Banka Prague Open Praga, República Checa WTA International $250,000 – Tierra batida (roja) – 32S/32Q/16D Cuadro Individual – Cuadro de Dobles      | Petra Kvitová 4-6, 6-2, 6-3                          | Mihaela Buzărnescu                  | Camila Giorgi Shuai Zhang         | Kristýna Plíšková Samantha Stosur Jasmine Paolini Kateřina Siniaková    |
| 30 de abril | J&T Banka Prague Open Praga, República Checa WTA International $250,000 – Tierra batida (roja) – 32S/32Q/16D Cuadro Individual – Cuadro de Dobles      | Nicole Melichar Květa Peschke 6-4, 6-2               | Mihaela Buzărnescu Lidziya Marozava | Camila Giorgi Shuai Zhang         | Kristýna Plíšková Samantha Stosur Jasmine Paolini Kateřina Siniaková    |
| 30 de abril | GP SAR La Princesse Lalla Meryem Rabat, Marruecos WTA International $250,000 – Tierra batida (roja) – 32S/32Q/16D Cuadro Individual – Cuadro de Dobles | Elise Mertens 6-2, 7-6(4)                            | Ajla Tomljanović                    | Su-Wei Hsieh Aleksandra Krunić    | Sara Errani Katarina Zavatska Jana Fett Paula Badosa                    |
| 30 de abril | GP SAR La Princesse Lalla Meryem Rabat, Marruecos WTA International $250,000 – Tierra batida (roja) – 32S/32Q/16D Cuadro Individual – Cuadro de Dobles | Anna Blinkova Ioana Raluca Olaru 6-4, 6-4            | Georgina García Pérez Fanny Stollár | Su-Wei Hsieh Aleksandra Krunić    | Sara Errani Katarina Zavatska Jana Fett Paula Badosa                    |

### Mayo
| Semana                | Torneo | Campeonas                                           | Finalistas                          | Semifinalistas                      | Cuartos de final                                                     |
| --------------------- | --- | --------------------------------------------------- | ----------------------------------- | ----------------------------------- | -------------------------------------------------------------------- |
| 7 de mayo             | Mutua Madrid Open Madrid, España WTA Premier Mandatory €6,685,828 – Tierra batida (roja) – 64S/32Q/28D Cuadro Individual – Cuadro de Dobles            | Petra Kvitová 7-6(6), 4-6, 6-3                      | Kiki Bertens                        | Karolína Plíšková Caroline Garcia   | Simona Halep Daria Kasátkina Carla Suárez María Sharápova            |
| 7 de mayo             | Mutua Madrid Open Madrid, España WTA Premier Mandatory €6,685,828 – Tierra batida (roja) – 64S/32Q/28D Cuadro Individual – Cuadro de Dobles            | Yekaterina Makarova Yelena Vesnina 2-6, 6-4, [10-8] | Tímea Babos Kristina Mladenovic     | Karolína Plíšková Caroline Garcia   | Simona Halep Daria Kasátkina Carla Suárez María Sharápova            |
| 14 de mayo            | Internazionali BNL d'Italia Roma, Italia WTA Premier 5 €2,703,000 – Tierra batida (roja) – 56S/32Q/28D Cuadro Individual – Cuadro de Dobles            | Elina Svitolina 6-0, 6-4                            | Simona Halep                        | María Sharápova Anett Kontaveit     | Caroline Garcia Jeļena Ostapenko Angelique Kerber Caroline Wozniacki |
| 14 de mayo            | Internazionali BNL d'Italia Roma, Italia WTA Premier 5 €2,703,000 – Tierra batida (roja) – 56S/32Q/28D Cuadro Individual – Cuadro de Dobles            | Ashleigh Barty Demi Schuurs 6-3, 6-4                | Andrea Hlaváčková Barbora Strýcová  | María Sharápova Anett Kontaveit     | Caroline Garcia Jeļena Ostapenko Angelique Kerber Caroline Wozniacki |
| 21 de mayo            | Internationaux de Strasbourg Estrasburgo, Francia WTA International €250,000 – Tierra batida (roja) – 32S/24Q/16D Cuadro Individual – Cuadro de Dobles | Anastasiya Pavliuchenkova 6-7(5), 7-6(3), 7-6(6)    | Dominika Cibulková                  | Ashleigh Barty Mihaela Buzărnescu   | Qiang Wang Zarina Diyas Su-Wei Hsieh Samantha Stosur                 |
| 21 de mayo            | Internationaux de Strasbourg Estrasburgo, Francia WTA International €250,000 – Tierra batida (roja) – 32S/24Q/16D Cuadro Individual – Cuadro de Dobles | Mihaela Buzărnescu Ioana Raluca Olaru 7-5, 7-5      | Nadiia Kichenok Anastasia Rodionova | Ashleigh Barty Mihaela Buzărnescu   | Qiang Wang Zarina Diyas Su-Wei Hsieh Samantha Stosur                 |
| 21 de mayo            | Nürnberger Versicherungscup Núremberg, Alemania WTA International €250,000 – Tierra batida (roja) – 32S/24Q/16D Cuadro Individual – Cuadro de Dobles   | Johanna Larsson 7-6(4), 6-4                         | Alison Riske                        | Kirsten Flipkens Kateřina Siniaková | Sorana Cîrstea Kiki Bertens Fanny Stollár Kristýna Plíšková          |
| 21 de mayo            | Nürnberger Versicherungscup Núremberg, Alemania WTA International €250,000 – Tierra batida (roja) – 32S/24Q/16D Cuadro Individual – Cuadro de Dobles   | Demi Schuurs Katarina Srebotnik 3-6, 6-3, [10-7]    | Kirsten Flipkens Johanna Larsson    | Kirsten Flipkens Kateřina Siniaková | Sorana Cîrstea Kiki Bertens Fanny Stollár Kristýna Plíšková          |
| 28 de mayo 4 de junio | Roland Garros París, Francia Grand Slam €18,392,000 – Tierra batida (roja) 128S/96Q/64D/32X Cuadro Individual – Cuadro de Dobles – Dobles Mixtos       | Simona Halep 3-6, 6-4, 6-1                          | Sloane Stephens                     | Garbiñe Muguruza Madison Keys       | Angelique Kerber María Sharápova Yulia Putintseva Daria Kasátkina    |
| 28 de mayo 4 de junio | Roland Garros París, Francia Grand Slam €18,392,000 – Tierra batida (roja) 128S/96Q/64D/32X Cuadro Individual – Cuadro de Dobles – Dobles Mixtos       | Barbora Krejčíková Kateřina Siniaková 6-3, 6-3      | Eri Hozumi Makoto Ninomiya          | Garbiñe Muguruza Madison Keys       | Angelique Kerber María Sharápova Yulia Putintseva Daria Kasátkina    |
| 28 de mayo 4 de junio | Roland Garros París, Francia Grand Slam €18,392,000 – Tierra batida (roja) 128S/96Q/64D/32X Cuadro Individual – Cuadro de Dobles – Dobles Mixtos       | Yung-Jan Chan Ivan Dodig 6-1, 6-7(5), [10-8]        | Gabriela Dabrowski Mate Pavić       | Garbiñe Muguruza Madison Keys       | Angelique Kerber María Sharápova Yulia Putintseva Daria Kasátkina    |

### Junio
| Semana      | Torneo | Campeonas                                           | Finalistas                            | Semifinalistas                       | Cuartos de final                                                  |
| ----------- | --- | --------------------------------------------------- | ------------------------------------- | ------------------------------------ | ----------------------------------------------------------------- |
| 11 de junio | Nature Valley Open Nottingham, Gran Bretaña WTA International $250,000 – Césped – 32S/24Q/16D Cuadro Individual – Cuadro de Dobles    | Ashleigh Barty 6-3, 3-6, 6-4                        | Johanna Konta                         | Naomi Osaka Donna Vekić              | Katie Boulter Mihaela Buzărnescu Dalila Jakupović Mona Barthel    |
| 11 de junio | Nature Valley Open Nottingham, Gran Bretaña WTA International $250,000 – Césped – 32S/24Q/16D Cuadro Individual – Cuadro de Dobles    | Alicja Rosolska Abigail Spears 6-3, 7-6(5)          | Mihaela Buzărnescu Heather Watson     | Naomi Osaka Donna Vekić              | Katie Boulter Mihaela Buzărnescu Dalila Jakupović Mona Barthel    |
| 11 de junio | Libéma Open 's-Hertogenbosch, Países Bajos WTA International €250,000 – Césped – 32S/24Q/16D Cuadro Individual – Cuadro de Dobles     | Aleksandra Krunić 6-7(0), 7-5, 6-1                  | Kirsten Flipkens                      | Coco Vandeweghe Viktória Kužmová     | Alison Riske Veronika Kudermétova Aryna Sabalenka Antonia Lottner |
| 11 de junio | Libéma Open 's-Hertogenbosch, Países Bajos WTA International €250,000 – Césped – 32S/24Q/16D Cuadro Individual – Cuadro de Dobles     | Elise Mertens Demi Schuurs 3-3, ret.                | Kiki Bertens Kirsten Flipkens         | Coco Vandeweghe Viktória Kužmová     | Alison Riske Veronika Kudermétova Aryna Sabalenka Antonia Lottner |
| 18 de junio | Nature Valley Classic Birmingham, Gran Bretaña WTA Premier $871,028 – Césped – 32S/32Q/16D Cuadro Individual – Cuadro de Dobles       | Petra Kvitová 4-6, 6-1, 6-2                         | Magdaléna Rybáriková                  | Barbora Strýcová Mihaela Buzărnescu  | Lesia Tsurenko Dalila Jakupović Julia Goerges Elina Svitolina     |
| 18 de junio | Nature Valley Classic Birmingham, Gran Bretaña WTA Premier $871,028 – Césped – 32S/32Q/16D Cuadro Individual – Cuadro de Dobles       | Tímea Babos Kristina Mladenovic 4-6, 6-3, [10-8]    | Elise Mertens Demi Schuurs            | Barbora Strýcová Mihaela Buzărnescu  | Lesia Tsurenko Dalila Jakupović Julia Goerges Elina Svitolina     |
| 18 de junio | Mallorca Open Palma de Mallorca, España WTA International €250,000 – Césped – 32S/24Q/16D Cuadro Individual – Cuadro de Dobles        | Tatjana Maria 6-4, 7-5                              | Anastasija Sevastova                  | Sofia Kenin Samantha Stosur          | Caroline Garcia Lucie Šafářová Ajla Tomljanović Alison Riske      |
| 18 de junio | Mallorca Open Palma de Mallorca, España WTA International €250,000 – Césped – 32S/24Q/16D Cuadro Individual – Cuadro de Dobles        | Andreja Klepač María José Martínez 6-1, 3-6, [10-3] | Lucie Šafářová Barbora Štefková       | Sofia Kenin Samantha Stosur          | Caroline Garcia Lucie Šafářová Ajla Tomljanović Alison Riske      |
| 25 de junio | Nature Valley International Eastbourne, Gran Bretaña WTA Premier $917,664 – Césped – 48S/24Q/16D Cuadro Individual – Cuadro de Dobles | Caroline Wozniacki 7-5, 7-6(5)                      | Aryna Sabalenka                       | Angelique Kerber Agnieszka Radwańska | Ashleigh Barty Daria Kasátkina Jeļena Ostapenko Karolína Plíšková |
| 25 de junio | Nature Valley International Eastbourne, Gran Bretaña WTA Premier $917,664 – Césped – 48S/24Q/16D Cuadro Individual – Cuadro de Dobles | Gabriela Dabrowski Xu Yifan 6-3, 7-5                | Irina-Camelia Begu Mihaela Buzărnescu | Angelique Kerber Agnieszka Radwańska | Ashleigh Barty Daria Kasátkina Jeļena Ostapenko Karolína Plíšková |

### Julio
| Semana                | Torneo | Campeonas                                           | Finalistas                         | Semifinalistas                        | Cuartos de final                                                        |
| --------------------- | --- | --------------------------------------------------- | ---------------------------------- | ------------------------------------- | ----------------------------------------------------------------------- |
| 2 de julio 9 de julio | The Championships, Wimbledon Londres, Gran Bretaña Grand Slam £15,950,500 – Césped 128S/96Q/64D/16Q/48X Cuadro Individual – Cuadro de Dobles – Dobles Mixtos    | Angelique Kerber 6-3, 6-3                           | Serena Williams                    | Jeļena Ostapenko Julia Goerges        | Dominika Cibulková Daria Kasátkina Kiki Bertens Camila Giorgi           |
| 2 de julio 9 de julio | The Championships, Wimbledon Londres, Gran Bretaña Grand Slam £15,950,500 – Césped 128S/96Q/64D/16Q/48X Cuadro Individual – Cuadro de Dobles – Dobles Mixtos    | Barbora Krejčíková Kateřina Siniaková 6-4, 4-6, 6-0 | Nicole Melichar Květa Peschke      | Jeļena Ostapenko Julia Goerges        | Dominika Cibulková Daria Kasátkina Kiki Bertens Camila Giorgi           |
| 2 de julio 9 de julio | The Championships, Wimbledon Londres, Gran Bretaña Grand Slam £15,950,500 – Césped 128S/96Q/64D/16Q/48X Cuadro Individual – Cuadro de Dobles – Dobles Mixtos    | Nicole Melichar Alexander Peya 7-6(1), 6-3          | Victoria Azarenka Jamie Murray     | Jeļena Ostapenko Julia Goerges        | Dominika Cibulková Daria Kasátkina Kiki Bertens Camila Giorgi           |
| 16 de julio           | BRD Bucharest Open Bucarest, Rumanía WTA International $250,000 – Tierra batida (roja) – 32S/32Q/16D Cuadro Individual – Cuadro de Dobles                       | Anastasija Sevastova 7-6(4), 6-2                    | Petra Martić                       | Polona Hercog Mihaela Buzărnescu      | Sorana Cîrstea Ons Jabeur Laura Siegemund Yafan Wang                    |
| 16 de julio           | BRD Bucharest Open Bucarest, Rumanía WTA International $250,000 – Tierra batida (roja) – 32S/32Q/16D Cuadro Individual – Cuadro de Dobles                       | Irina-Camelia Begu Andreea Mitu 6-3, 6-4            | Danka Kovinić Maryna Zanevska      | Polona Hercog Mihaela Buzărnescu      | Sorana Cîrstea Ons Jabeur Laura Siegemund Yafan Wang                    |
| 16 de julio           | Ladies Championship Gstaad by Ixion Services Gstaad, Suiza WTA International $250,000 – Tierra batida (roja) – 32S/24Q/16D Cuadro Individual – Cuadro de Dobles | Alizé Cornet 6-4, 7-6(6)                            | Mandy Minella                      | Eugénie Bouchard Markéta Vondroušová  | Samantha Stosur Veronika Kudermétova Evgeniya Rodina Sara Sorribes      |
| 16 de julio           | Ladies Championship Gstaad by Ixion Services Gstaad, Suiza WTA International $250,000 – Tierra batida (roja) – 32S/24Q/16D Cuadro Individual – Cuadro de Dobles | Alexa Guarachi Desirae Krawczyk 4-6, 6-4, [10-6]    | Lara Arruabarrena Timea Bacsinszky | Eugénie Bouchard Markéta Vondroušová  | Samantha Stosur Veronika Kudermétova Evgeniya Rodina Sara Sorribes      |
| 23 de julio           | Moscow River Cup presented by Ingrad Moscú, Rusia WTA International $750,000 – Tierra batida (roja) – 32S/24Q/16D Cuadro Individual – Cuadro de Dobles          | Olga Danilović 7-5, 6-7(1), 6-4                     | Anastasia Potapova                 | Aliaksandra Sasnovich Tamara Zidanšek | Julia Goerges Anastasija Sevastova Valentyna Ivakhnenko Laura Siegemund |
| 23 de julio           | Moscow River Cup presented by Ingrad Moscú, Rusia WTA International $750,000 – Tierra batida (roja) – 32S/24Q/16D Cuadro Individual – Cuadro de Dobles          | Anastasia Potapova Vera Zvonareva 6-0, 6-3          | Alexandra Panova Galina Voskoboeva | Aliaksandra Sasnovich Tamara Zidanšek | Julia Goerges Anastasija Sevastova Valentyna Ivakhnenko Laura Siegemund |
| 23 de julio           | Jiangxi Open Nanchang, China WTA International $250,000 – Dura – 32S/24Q/16D Cuadro Individual – Cuadro de Dobles                                               | Qiang Wang 7-5, 4-0, ret.                           | Saisai Zheng                       | Zhu Lin Magda Linette                 | Shuai Zhang Xun Fangying En-Shuo Liang Liu Fangzhou                     |
| 23 de julio           | Jiangxi Open Nanchang, China WTA International $250,000 – Dura – 32S/24Q/16D Cuadro Individual – Cuadro de Dobles                                               | Jiang Xinyu Tang Qianhui 6-4, 6-4                   | Lu Jingjing You Xiaodi             | Zhu Lin Magda Linette                 | Shuai Zhang Xun Fangying En-Shuo Liang Liu Fangzhou                     |
| 30 de julio           | Mubadala Silicon Valley Classic San José, Estados Unidos WTA Premier $799,000 – Dura – 28S/16Q/16D Cuadro Individual – Cuadro de Dobles                         | Mihaela Buzărnescu 6-1, 6-0                         | Maria Sakkari                      | Danielle Collins Elise Mertens        | Victoria Azarenka Venus Williams Johanna Konta Ajla Tomljanović         |
| 30 de julio           | Mubadala Silicon Valley Classic San José, Estados Unidos WTA Premier $799,000 – Dura – 28S/16Q/16D Cuadro Individual – Cuadro de Dobles                         | Yung-Jan Chan Květa Peschke 6-4, 6-1                | Lyudmyla Kichenok Nadiia Kichenok  | Danielle Collins Elise Mertens        | Victoria Azarenka Venus Williams Johanna Konta Ajla Tomljanović         |
| 30 de julio           | Citi Open Washington D. C., Estados Unidos WTA International $250,000 – Dura – 32S/16Q/16D Cuadro Individual – Cuadro de Dobles                                 | Svetlana Kuznetsova 4-6, 7-6(7), 6-2                | Donna Vekić                        | Saisai Zheng Andrea Petković          | Allie Kiick Magda Linette Yulia Putintseva Belinda Bencic               |
| 30 de julio           | Citi Open Washington D. C., Estados Unidos WTA International $250,000 – Dura – 32S/16Q/16D Cuadro Individual – Cuadro de Dobles                                 | Han Xinyun Darija Jurak 6-3, 6-2                    | Alexa Guarachi Erin Routliffe      | Saisai Zheng Andrea Petković          | Allie Kiick Magda Linette Yulia Putintseva Belinda Bencic               |

### Agosto
| Semana                       | Torneo | Campeonas                                              | Finalistas                        | Semifinalistas                    | Cuartos de final                                                 |
| ---------------------------- | --- | ------------------------------------------------------ | --------------------------------- | --------------------------------- | ---------------------------------------------------------------- |
| 6 de agosto                  | Coupe Rogers présentée par Banque Nationale Montreal, Canadá WTA Premier 5 $2,820,000 – Dura – 56S/48Q/28D Cuadro Individual – Cuadro de Dobles | Simona Halep 7-6(6), 3-6, 6-4                          | Sloane Stephens                   | Ashleigh Barty Elina Svitolina    | Caroline Garcia Kiki Bertens Anastasija Sevastova Elise Mertens  |
| 6 de agosto                  | Coupe Rogers présentée par Banque Nationale Montreal, Canadá WTA Premier 5 $2,820,000 – Dura – 56S/48Q/28D Cuadro Individual – Cuadro de Dobles | Ashleigh Barty Demi Schuurs 4-6, 6-3, [10-8]           | Yung-Jan Chan Yekaterina Makarova | Ashleigh Barty Elina Svitolina    | Caroline Garcia Kiki Bertens Anastasija Sevastova Elise Mertens  |
| 13 de agosto                 | Western & Southern Open Cincinnati, Estados Unidos WTA Premier 5 $2,874,299 – Dura – 56S/48Q/28D Cuadro Individual – Cuadro de Dobles           | Kiki Bertens 2-6, 7-6(6), 6-2                          | Simona Halep                      | Aryna Sabalenka Petra Kvitová     | Lesia Tsurenko Madison Keys Elise Mertens Elina Svitolina        |
| 13 de agosto                 | Western & Southern Open Cincinnati, Estados Unidos WTA Premier 5 $2,874,299 – Dura – 56S/48Q/28D Cuadro Individual – Cuadro de Dobles           | Lucie Hradecká Yekaterina Makarova 6-2, 7-5            | Elise Mertens Demi Schuurs        | Aryna Sabalenka Petra Kvitová     | Lesia Tsurenko Madison Keys Elise Mertens Elina Svitolina        |
| 20 de agosto                 | Connecticut Open New Haven, Estados Unidos WTA Premier $799,000 – Dura – 30S/48Q/16D Cuadro Individual – Cuadro de Dobles                       | Aryna Sabalenka 6-1, 6-4                               | Carla Suárez                      | Julia Goerges Mónica Puig         | Belinda Bencic Yekaterina Makarova Petra Kvitová Caroline Garcia |
| 20 de agosto                 | Connecticut Open New Haven, Estados Unidos WTA Premier $799,000 – Dura – 30S/48Q/16D Cuadro Individual – Cuadro de Dobles                       | Andrea Hlaváčková Barbora Strýcová 6-4, 6-7(7), [10-4] | Su-Wei Hsieh Laura Siegemund      | Julia Goerges Mónica Puig         | Belinda Bencic Yekaterina Makarova Petra Kvitová Caroline Garcia |
| 27 de agosto 3 de septiembre | U.S. Open Nueva York, Estados Unidos Grand Slam $25,282,920 – Dura 128S/128Q/64D/32X Cuadro Individual – Cuadro de Dobles – Dobles Mixtos       | Naomi Osaka 6-2, 6-4                                   | Serena Williams                   | Anastasija Sevastova Madison Keys | Karolína Plíšková Sloane Stephens Carla Suárez Lesia Tsurenko    |
| 27 de agosto 3 de septiembre | U.S. Open Nueva York, Estados Unidos Grand Slam $25,282,920 – Dura 128S/128Q/64D/32X Cuadro Individual – Cuadro de Dobles – Dobles Mixtos       | Ashleigh Barty Coco Vandeweghe 3-6, 7-6(2), 7-6(6)     | Tímea Babos Kristina Mladenovic   | Anastasija Sevastova Madison Keys | Karolína Plíšková Sloane Stephens Carla Suárez Lesia Tsurenko    |
| 27 de agosto 3 de septiembre | U.S. Open Nueva York, Estados Unidos Grand Slam $25,282,920 – Dura 128S/128Q/64D/32X Cuadro Individual – Cuadro de Dobles – Dobles Mixtos       | Bethanie Mattek-Sands Jamie Murray 2-6, 6-3, [11-9]    | Alicja Rosolska Nikola Mektić     | Anastasija Sevastova Madison Keys | Karolína Plíšková Sloane Stephens Carla Suárez Lesia Tsurenko    |

### Septiembre
| Semana           | Torneo | Campeonas                                       | Finalistas                            | Semifinalistas                | Cuartos de final                                                            |
| ---------------- | --- | ----------------------------------------------- | ------------------------------------- | ----------------------------- | --------------------------------------------------------------------------- |
| 10 de septiembre | Coupe Banque Nationale présentée par IGA Quebec, Canadá WTA International $250,000 – Dura (i) – 32S/24Q/16D Cuadro Individual – Cuadro de Dobles | Pauline Parmentier 7-5, 6-2                     | Jessica Pegula                        | Heather Watson Sofia Kenin    | Varvara Lepchenko Rebecca Marino Mónica Puig Petra Martić                   |
| 10 de septiembre | Coupe Banque Nationale présentée par IGA Quebec, Canadá WTA International $250,000 – Dura (i) – 32S/24Q/16D Cuadro Individual – Cuadro de Dobles | Asia Muhammad María Sánchez 6-4, 6-3            | Darija Jurak Xenia Knoll              | Heather Watson Sofia Kenin    | Varvara Lepchenko Rebecca Marino Mónica Puig Petra Martić                   |
| 10 de septiembre | Hana-cupid Japan Women's Open Tennis Hiroshima, Japón WTA International $250,000 – Dura – 32S/32Q/16D Cuadro Individual – Cuadro de Dobles       | Su-Wei Hsieh 6-2, 6-2                           | Amanda Anisimova                      | Shuai Zhang Qiang Wang        | Zarina Diyas Anna Schmiedlová Magda Linette Ajla Tomljanović                |
| 10 de septiembre | Hana-cupid Japan Women's Open Tennis Hiroshima, Japón WTA International $250,000 – Dura – 32S/32Q/16D Cuadro Individual – Cuadro de Dobles       | Eri Hozumi Shuai Zhang 6-2, 6-4                 | Miyu Kato Makoto Ninomiya             | Shuai Zhang Qiang Wang        | Zarina Diyas Anna Schmiedlová Magda Linette Ajla Tomljanović                |
| 17 de septiembre | Toray Pan Pacific Open Tokio, Japón WTA Premier $799,000 – Dura (i) – 28S/32Q/16D Cuadro Individual – Cuadro de Dobles                           | Karolína Plíšková 6-4, 6-4                      | Naomi Osaka                           | Camila Giorgi Donna Vekić     | Victoria Azarenka Barbora Strýcová Alison Riske Caroline Garcia             |
| 17 de septiembre | Toray Pan Pacific Open Tokio, Japón WTA Premier $799,000 – Dura (i) – 28S/32Q/16D Cuadro Individual – Cuadro de Dobles                           | Miyu Kato Makoto Ninomiya 6-4, 6-4              | Andrea Hlaváčková Barbora Strýcová    | Camila Giorgi Donna Vekić     | Victoria Azarenka Barbora Strýcová Alison Riske Caroline Garcia             |
| 17 de septiembre | Korea Open Seúl, Corea del Sur WTA International $250,000 – Dura – 32S/24Q/16D Cuadro Individual – Cuadro de Dobles                              | Kiki Bertens 7-6(2), 4-6, 6-2                   | Ajla Tomljanović                      | Su-Wei Hsieh Maria Sakkari    | Ekaterina Alexandrova Mandy Minella Irina-Camelia Begu Evgeniya Rodina      |
| 17 de septiembre | Korea Open Seúl, Corea del Sur WTA International $250,000 – Dura – 32S/24Q/16D Cuadro Individual – Cuadro de Dobles                              | Choi Ji-hee Han Na-lae 6-3, 6-2                 | Hsieh Shu-ying Su-Wei Hsieh           | Su-Wei Hsieh Maria Sakkari    | Ekaterina Alexandrova Mandy Minella Irina-Camelia Begu Evgeniya Rodina      |
| 17 de septiembre | Guangzhou Open Guangzhou, China WTA International $250,000 – Dura – 32S/24Q/16D Cuadro Individual – Cuadro de Dobles                             | Qiang Wang 6-1, 6-2                             | Yulia Putintseva                      | Bernarda Pera Andrea Petković | Kateryna Kozlova Aleksandra Krunić Fiona Ferro Vera Lapko                   |
| 17 de septiembre | Guangzhou Open Guangzhou, China WTA International $250,000 – Dura – 32S/24Q/16D Cuadro Individual – Cuadro de Dobles                             | Monique Adamczak Jessica Moore 4-6, 7-5, [10-4] | Danka Kovinić Vera Lapko              | Bernarda Pera Andrea Petković | Kateryna Kozlova Aleksandra Krunić Fiona Ferro Vera Lapko                   |
| 24 de septiembre | Wuhan Open Wuhan, China WTA Premier 5 $2,746,000 – Dura – 56S/32Q/28D Cuadro Individual – Cuadro de Dobles                                       | Aryna Sabalenka 6-3, 6-3                        | Anett Kontaveit                       | Ashleigh Barty Qiang Wang     | Dominika Cibulková Anastasiya Pavliuchenkova Kateřina Siniaková Mónica Puig |
| 24 de septiembre | Wuhan Open Wuhan, China WTA Premier 5 $2,746,000 – Dura – 56S/32Q/28D Cuadro Individual – Cuadro de Dobles                                       | Elise Mertens Demi Schuurs 6-3, 6-3             | Andrea Hlaváčková Barbora Strýcová    | Ashleigh Barty Qiang Wang     | Dominika Cibulková Anastasiya Pavliuchenkova Kateřina Siniaková Mónica Puig |
| 24 de septiembre | Tashkent Open Taskent, Uzbekistán WTA International $250,000 – Dura – 32S/16Q/16D Cuadro Individual – Cuadro de Dobles                           | Margarita Gasparyan 6-2, 6-1                    | Anastasia Potapova                    | Kateryna Kozlova Mona Barthel | Anna Schmiedlová Dalila Jakupović Fanny Stollár Vera Lapko                  |
| 24 de septiembre | Tashkent Open Taskent, Uzbekistán WTA International $250,000 – Dura – 32S/16Q/16D Cuadro Individual – Cuadro de Dobles                           | Olga Danilović Tamara Zidanšek 7-5, 6-3         | Irina-Camelia Begu Ioana Raluca Olaru | Kateryna Kozlova Mona Barthel | Anna Schmiedlová Dalila Jakupović Fanny Stollár Vera Lapko                  |

### Octubre
| Semana        | Torneo | Campeonas                                           | Finalistas                            | Semifinalistas                      | Cuartos de final                                                                                  |
| ------------- | --- | --------------------------------------------------- | ------------------------------------- | ----------------------------------- | ------------------------------------------------------------------------------------------------- |
| 1 de octubre  | China Open Pekín, China WTA Premier Mandatory $8,285,274 – Dura – 60S/32Q/28D Cuadro Individual – Cuadro de Dobles                                     | Caroline Wozniacki 6-3, 6-3                         | Anastasija Sevastova                  | Naomi Osaka Qiang Wang              | Dominika Cibulková Shuai Zhang Aryna Sabalenka Kateřina Siniaková                                 |
| 1 de octubre  | China Open Pekín, China WTA Premier Mandatory $8,285,274 – Dura – 60S/32Q/28D Cuadro Individual – Cuadro de Dobles                                     | Andrea Hlaváčková Barbora Strýcová 4-6, 6-4, [10-8] | Gabriela Dabrowski Xu Yifan           | Naomi Osaka Qiang Wang              | Dominika Cibulková Shuai Zhang Aryna Sabalenka Kateřina Siniaková                                 |
| 8 de octubre  | Tianjin Open Tianjin, China WTA International $750,000 – Dura – 32S/24Q/16D Cuadro Individual – Cuadro de Dobles                                       | Caroline Garcia 7-6(7), 6-3                         | Karolína Plíšková                     | Timea Bacsinszky Su-Wei Hsieh       | Katie Boulter Aryna Sabalenka Su-Wei Hsieh Petra Martić                                           |
| 8 de octubre  | Tianjin Open Tianjin, China WTA International $750,000 – Dura – 32S/24Q/16D Cuadro Individual – Cuadro de Dobles                                       | Nicole Melichar Květa Peschke 6-4, 6-2              | Monique Adamczak Jessica Moore        | Timea Bacsinszky Su-Wei Hsieh       | Katie Boulter Aryna Sabalenka Su-Wei Hsieh Petra Martić                                           |
| 8 de octubre  | Prudential Hong Kong Tennis Open Hong Kong, China WTA International $750,000 – Dura – 32S/24Q/16D Cuadro Individual – Cuadro de Dobles                 | Dayana Yastremska 6-2, 6-1                          | Qiang Wang                            | Garbiñe Muguruza Shuai Zhang        | Elina Svitolina Luksika Kumkhum Kristína Kučová Daria Gavrilova                                   |
| 8 de octubre  | Prudential Hong Kong Tennis Open Hong Kong, China WTA International $750,000 – Dura – 32S/24Q/16D Cuadro Individual – Cuadro de Dobles                 | Samantha Stosur Shuai Zhang 6-4, 6-4                | Shuko Aoyama Lidziya Marozava         | Garbiñe Muguruza Shuai Zhang        | Elina Svitolina Luksika Kumkhum Kristína Kučová Daria Gavrilova                                   |
| 8 de octubre  | Upper Austria Ladies Linz Linz, Austria WTA International €250,000 – Dura (i) – 32S/32Q/16D Cuadro Individual – Cuadro de Dobles                       | Camila Giorgi 6-3, 6-1                              | Ekaterina Alexandrova                 | Andrea Petković Alison Van Uytvanck | Kristina Mladenovic Anastasiya Pavliuchenkova Barbora Strýcová Margarita Gasparyan                |
| 8 de octubre  | Upper Austria Ladies Linz Linz, Austria WTA International €250,000 – Dura (i) – 32S/32Q/16D Cuadro Individual – Cuadro de Dobles                       | Kirsten Flipkens Johanna Larsson 4-6, 6-4, [10-5]   | Raquel Atawo Anna-Lena Grönefeld      | Andrea Petković Alison Van Uytvanck | Kristina Mladenovic Anastasiya Pavliuchenkova Barbora Strýcová Margarita Gasparyan                |
| 15 de octubre | VTB Kremlin Cup Moscú, Rusia WTA Premier $867,766 – Dura (i) – 28S/32Q/16D Cuadro Individual – Cuadro de Dobles                                        | Daria Kasátkina 2-6, 7-6(3), 6-4                    | Ons Jabeur                            | Johanna Konta Anastasija Sevastova  | Anastasiya Pavliuchenkova Aliaksandra Sasnovich Anett Kontaveit Vera Zvonareva                    |
| 15 de octubre | VTB Kremlin Cup Moscú, Rusia WTA Premier $867,766 – Dura (i) – 28S/32Q/16D Cuadro Individual – Cuadro de Dobles                                        | Alexandra Panova Laura Siegemund 6-2, 7-6(2)        | Darija Jurak Ioana Raluca Olaru       | Johanna Konta Anastasija Sevastova  | Anastasiya Pavliuchenkova Aliaksandra Sasnovich Anett Kontaveit Vera Zvonareva                    |
| 15 de octubre | BGL BNP Paribas Luxembourg Open Luxemburgo, Luxemburgo WTA International €250,000 – Dura (i) – 32S/32Q/16D Cuadro Individual – Cuadro de Dobles        | Julia Goerges 6-4, 7-5                              | Belinda Bencic                        | Eugénie Bouchard Dayana Yastremska  | Donna Vekić Andrea Petković Vera Lapko Margarita Gasparyan                                        |
| 15 de octubre | BGL BNP Paribas Luxembourg Open Luxemburgo, Luxemburgo WTA International €250,000 – Dura (i) – 32S/32Q/16D Cuadro Individual – Cuadro de Dobles        | Greet Minnen Alison Van Uytvanck 7-6(3), 6-2        | Vera Lapko Mandy Minella              | Eugénie Bouchard Dayana Yastremska  | Donna Vekić Andrea Petković Vera Lapko Margarita Gasparyan                                        |
| 22 de octubre | BNP Paribas WTA Finals Singapore Singapur, Singapur Campeonato de Fin de Año $7,000,000 – Dura (i) – 8S (RR)/8D Cuadro Individual – Cuadro de Dobles   | Elina Svitolina 3-6, 6-2, 6-2                       | Sloane Stephens                       | Karolína Plíšková Kiki Bertens      | Round Robin Grupo Rojo Angelique Kerber Naomi Osaka Grupo Blanco Caroline Wozniacki Petra Kvitová |
| 22 de octubre | BNP Paribas WTA Finals Singapore Singapur, Singapur Campeonato de Fin de Año $7,000,000 – Dura (i) – 8S (RR)/8D Cuadro Individual – Cuadro de Dobles   | Tímea Babos Kristina Mladenovic 6-4, 7-5            | Barbora Krejčíková Kateřina Siniaková | Karolína Plíšková Kiki Bertens      | Round Robin Grupo Rojo Angelique Kerber Naomi Osaka Grupo Blanco Caroline Wozniacki Petra Kvitová |
| 29 de octubre | Hengqin Life WTA Elite Trophy Zhuhai Zhuhai, China Campeonato de Fin de Año $2,349,363 – Dura (i) – 12S (RR)/6D (RR) Cuadro Individual – Cuadro Dobles | Ashleigh Barty 6-3, 6-4                             | Qiang Wang                            | Julia Goerges Garbiñe Muguruza      |                                                                                                   |
| 29 de octubre | Hengqin Life WTA Elite Trophy Zhuhai Zhuhai, China Campeonato de Fin de Año $2,349,363 – Dura (i) – 12S (RR)/6D (RR) Cuadro Individual – Cuadro Dobles | Lyudmyla Kichenok Nadiia Kichenok 6-4, 3-6, [10-7]  | Shuko Aoyama Lidziya Marozava         | Julia Goerges Garbiñe Muguruza      |                                                                                                   |

### Noviembre
| Semana         | Torneo                                                          | Campeonas           | Finalistas     | Semifinalistas | Cuartos de final |
| -------------- | --------------------------------------------------------------- | ------------------- | -------------- | -------------- | ---------------- |
| 5 de noviembre | Fed Cup by BNP Paribas - Final Praga, República Checa, Dura (i) | República Checa 3-0 | Estados Unidos |                |                  |

## Resumen por títulos

### Individual

#### Por tenistas
| N.º | Tenista                   | TOTAL | Grand Slam * | Premier Mandatory | Premier 5 | Premier | International * |
| 1   | Petra Kvitová             | 5     |              | 1                 | 1         | 2       | 1               |
| 2   | Elina Svitolina           | 4     | (+1)         |                   | 1         | 2       |                 |
| 3   | Caroline Wozniacki        | 3     | 1            | 1                 |           | 1       |                 |
| 3   | Simona Halep              | 3     | 1            |                   | 1         |         | 1               |
| 3   | Kiki Bertens              | 3     |              |                   | 1         | 1       | 1               |
| 3   | Elise Mertens             | 3     |              |                   |           |         | 3               |
| 7   | Naomi Osaka               | 2     | 1            | 1                 |           |         |                 |
| 7   | Angelique Kerber          | 2     | 1            |                   |           | 1       |                 |
| 7   | Aryna Sabalenka           | 2     |              |                   | 1         | 1       |                 |
| 7   | Karolína Plíšková         | 2     |              |                   |           | 2       |                 |
| 7   | Ashleigh Barty            | 2     |              |                   |           |         | 1(+1)           |
| 7   | Julia Goerges             | 2     |              |                   |           |         | 2               |
| 7   | Pauline Parmentier        | 2     |              |                   |           |         | 2               |
| 7   | Qiang Wang                | 2     |              |                   |           |         | 2               |
| 15  | Sloane Stephens           | 1     |              | 1                 |           |         |                 |
| 15  | Mihaela Buzărnescu        | 1     |              |                   |           | 1       |                 |
| 15  | Daria Kasátkina           | 1     |              |                   |           | 1       |                 |
| 15  | Tímea Babos               | 1     |              |                   |           |         | 1               |
| 15  | Alizé Cornet              | 1     |              |                   |           |         | 1               |
| 15  | Olga Danilović            | 1     |              |                   |           |         | 1               |
| 15  | Caroline Garcia           | 1     |              |                   |           |         | 1               |
| 15  | Margarita Gasparyan       | 1     |              |                   |           |         | 1               |
| 15  | Camila Giorgi             | 1     |              |                   |           |         | 1               |
| 15  | Su-Wei Hsieh              | 1     |              |                   |           |         | 1               |
| 15  | Aleksandra Krunić         | 1     |              |                   |           |         | 1               |
| 15  | Svetlana Kuznetsova       | 1     |              |                   |           |         | 1               |
| 15  | Johanna Larsson           | 1     |              |                   |           |         | 1               |
| 15  | Tatjana Maria             | 1     |              |                   |           |         | 1               |
| 15  | Garbiñe Muguruza          | 1     |              |                   |           |         | 1               |
| 15  | Anastasiya Pavliuchenkova | 1     |              |                   |           |         | 1               |
| 15  | Anna Schmiedlová          | 1     |              |                   |           |         | 1               |
| 15  | Anastasija Sevastova      | 1     |              |                   |           |         | 1               |
| 15  | Lesia Tsurenko            | 1     |              |                   |           |         | 1               |
| 15  | Alison Van Uytvanck       | 1     |              |                   |           |         | 1               |
| 15  | Dayana Yastremska         | 1     |              |                   |           |         | 1               |

#### Por países
| N.º | Tenista         | TOTAL | Grand Slam * | Premier Mandatory | Premier 5 | Premier | International * |
| 1   | República Checa | 7     |              | 1                 | 1         | 4       | 1               |
| 2   | Ucrania         | 6     | (+1)         |                   | 1         | 2       | 2               |
| 3   | Alemania        | 5     | 1            |                   |           | 1       | 3               |
| 4   | Rumania         | 4     | 1            |                   | 1         | 1       | 1               |
| 4   | Rusia           | 4     |              |                   |           | 1       | 3               |
| 4   | Bélgica         | 4     |              |                   |           |         | 4               |
| 4   | Francia         | 4     |              |                   |           |         | 4               |
| 8   | Dinamarca       | 3     | 1            | 1                 |           | 1       |                 |
| 8   | Países Bajos    | 3     |              |                   | 1         | 1       | 1               |
| 10  | Japón           | 2     | 1            | 1                 |           |         |                 |
| 10  | Bielorrusia     | 2     |              |                   | 1         | 1       |                 |
| 10  | Australia       | 2     |              |                   |           |         | 1(+1)           |
| 10  | China           | 2     |              |                   |           |         | 2               |
| 10  | Serbia          | 2     |              |                   |           |         | 2               |
| 15  | Estados Unidos  | 1     |              | 1                 |           |         |                 |
| 15  | China Taipéi    | 1     |              |                   |           |         | 1               |
| 15  | Eslovaquia      | 1     |              |                   |           |         | 1               |
| 15  | España          | 1     |              |                   |           |         | 1               |
| 15  | Hungría         | 1     |              |                   |           |         | 1               |
| 15  | Italia          | 1     |              |                   |           |         | 1               |
| 15  | Letonia         | 1     |              |                   |           |         | 1               |
| 15  | Suecia          | 1     |              |                   |           |         | 1               |

### Dobles

#### Por tenistas
| N.º | Tenista               | TOTAL | Grand Slam * | Premier Mandatory | Premier 5 | Premier | International * |
| 1   | Demi Schuurs          | 7     |              |                   | 3         | 1       | 3               |
| 2   | Ashleigh Barty        | 4     | 1            | 1                 | 2         |         |                 |
| 2   | Elise Mertens         | 4     |              |                   | 1         |         | 3               |
| 4   | Tímea Babos           | 3     | 1(+1)        |                   |           | 1       |                 |
| 4   | Kristina Mladenovic   | 3     | 1(+1)        |                   |           | 1       |                 |
| 4   | Barbora Strýcová      | 3     |              | 2                 |           | 1       |                 |
| 4   | Gabriela Dabrowski    | 3     |              |                   | 1         | 2       |                 |
| 4   | Květa Peschke         | 3     |              |                   |           | 1       | 2               |
| 4   | Shuai Zhang           | 3     |              |                   |           |         | 3               |
| 10  | Barbora Krejčíková    | 2     | 2            |                   |           |         |                 |
| 10  | Kateřina Siniaková    | 2     | 2            |                   |           |         |                 |
| 10  | Coco Vandeweghe       | 2     | 1            | 1                 |           |         |                 |
| 10  | Yekaterina Makarova   | 2     |              | 1                 | 1         |         |                 |
| 10  | Andrea Hlaváčková     | 2     |              | 1                 |           | 1       |                 |
| 10  | Yifan Xu              | 2     |              |                   |           | 2       |                 |
| 10  | Katarina Srebotnik    | 2     |              |                   |           | 1       | 1               |
| 10  | Vera Zvonareva        | 2     |              |                   |           | 1       | 1               |
| 10  | Irina-Camelia Begu    | 2     |              |                   |           |         | 2               |
| 10  | Kirsten Flipkens      | 2     |              |                   |           |         | 2               |
| 10  | Nicole Melichar       | 2     |              |                   |           |         | 2               |
| 10  | Ioana Raluca Olaru    | 2     |              |                   |           |         | 2               |
| 22  | Su-Wei Hsieh          | 1     |              | 1                 |           |         |                 |
| 22  | Yelena Vesnina        | 1     |              | 1                 |           |         |                 |
| 22  | Lucie Hradecká        | 1     |              |                   | 1         |         |                 |
| 22  | Jeļena Ostapenko      | 1     |              |                   | 1         |         |                 |
| 22  | Raquel Atawo          | 1     |              |                   |           | 1       |                 |
| 22  | Timea Bacsinszky      | 1     |              |                   |           | 1       |                 |
| 22  | Kiki Bertens          | 1     |              |                   |           | 1       |                 |
| 22  | Hao-Ching Chan        | 1     |              |                   |           | 1       |                 |
| 22  | Yung-Jan Chan         | 1     |              |                   |           | 1       |                 |
| 22  | Anna-Lena Grönefeld   | 1     |              |                   |           | 1       |                 |
| 22  | Miyu Kato             | 1     |              |                   |           | 1       |                 |
| 22  | Alla Kudryavtseva     | 1     |              |                   |           | 1       |                 |
| 22  | Makoto Ninomiya       | 1     |              |                   |           | 1       |                 |
| 22  | Alexandra Panova      | 1     |              |                   |           | 1       |                 |
| 22  | Laura Siegemund       | 1     |              |                   |           | 1       |                 |
| 22  | Zhaoxuan Yang         | 1     |              |                   |           | 1       |                 |
| 22  | Lyudmyla Kichenok     | 1     |              |                   |           |         | (+1)            |
| 22  | Nadiia Kichenok       | 1     |              |                   |           |         | (+1)            |
| 22  | Monique Adamczak      | 1     |              |                   |           |         | 1               |
| 22  | Anna Blinkova         | 1     |              |                   |           |         | 1               |
| 22  | Naomi Broady          | 1     |              |                   |           |         | 1               |
| 22  | Mihaela Buzărnescu    | 1     |              |                   |           |         | 1               |
| 22  | Ji-Hee Choi           | 1     |              |                   |           |         | 1               |
| 22  | Olga Danilović        | 1     |              |                   |           |         | 1               |
| 22  | Yingying Duan         | 1     |              |                   |           |         | 1               |
| 22  | Sara Errani           | 1     |              |                   |           |         | 1               |
| 22  | Georgina García Pérez | 1     |              |                   |           |         | 1               |
| 22  | Alexa Guarachi        | 1     |              |                   |           |         | 1               |
| 22  | Simona Halep          | 1     |              |                   |           |         | 1               |
| 22  | Na-Lae Han            | 1     |              |                   |           |         | 1               |
| 22  | Xinyun Han            | 1     |              |                   |           |         | 1               |
| 22  | Eri Hozumi            | 1     |              |                   |           |         | 1               |
| 22  | Dalila Jakupović      | 1     |              |                   |           |         | 1               |
| 22  | Xinyu Jiang           | 1     |              |                   |           |         | 1               |
| 22  | Darija Jurak          | 1     |              |                   |           |         | 1               |
| 22  | Andreja Klepač        | 1     |              |                   |           |         | 1               |
| 22  | Irina Khromacheva     | 1     |              |                   |           |         | 1               |
| 22  | Desirae Krawczyk      | 1     |              |                   |           |         | 1               |
| 22  | Johanna Larsson       | 1     |              |                   |           |         | 1               |
| 22  | Chen Liang            | 1     |              |                   |           |         | 1               |
| 22  | Tatjana Maria         | 1     |              |                   |           |         | 1               |
| 22  | María José Martínez   | 1     |              |                   |           |         | 1               |
| 22  | Greet Minnen          | 1     |              |                   |           |         | 1               |
| 22  | Andreea Mitu          | 1     |              |                   |           |         | 1               |
| 22  | Jessica Moore         | 1     |              |                   |           |         | 1               |
| 22  | Asia Muhammad         | 1     |              |                   |           |         | 1               |
| 22  | Anastasia Potapova    | 1     |              |                   |           |         | 1               |
| 22  | Alicja Rosolska       | 1     |              |                   |           |         | 1               |
| 22  | María Sánchez         | 1     |              |                   |           |         | 1               |
| 22  | Bibiane Schoofs       | 1     |              |                   |           |         | 1               |
| 22  | Sara Sorribes         | 1     |              |                   |           |         | 1               |
| 22  | Abigail Spears        | 1     |              |                   |           |         | 1               |
| 22  | Fanny Stollár         | 1     |              |                   |           |         | 1               |
| 22  | Samantha Stosur       | 1     |              |                   |           |         | 1               |
| 22  | Qianhui Tang          | 1     |              |                   |           |         | 1               |
| 22  | Alison Van Uytvanck   | 1     |              |                   |           |         | 1               |
| 22  | Yafan Wang            | 1     |              |                   |           |         | 1               |
| 22  | Heather Watson        | 1     |              |                   |           |         | 1               |
| 22  | Tamara Zidanšek       | 1     |              |                   |           |         | 1               |

#### Por países
| N.º | Tenista         | TOTAL | Grand Slam * | Premier Mandatory | Premier 5 | Premier | International * |
| 1   | República Checa | 13    | 4            | 3                 | 1         | 3       | 2               |
| 2   | China           | 12    |              |                   |           | 3       | 9               |
| 3   | Rusia           | 10    |              | 2                 | 1         | 3       | 4               |
| 4   | Estados Unidos  | 9     | 1            | 1                 |           | 1       | 6               |
| 4   | Países Bajos    | 9     |              |                   | 3         | 2       | 4               |
| 6   | Bélgica         | 8     |              |                   | 1         |         | 7               |
| 7   | Australia       | 7     | 1            | 1                 | 2         |         | 3               |
| 7   | Rumania         | 7     |              |                   |           |         | 7               |
| 9   | Eslovenia       | 5     |              |                   |           | 1       | 4               |
| 10  | Hungría         | 4     | 1(+1)        |                   |           | 1       | 1               |
| 11  | Francia         | 3     | 1(+1)        |                   |           | 1       |                 |
| 11  | China Taipéi    | 3     |              | 1                 |           | 2       |                 |
| 11  | Canadá          | 3     |              |                   | 1         | 2       |                 |
| 11  | Alemania        | 3     |              |                   |           | 2       | 1               |
| 11  | Japón           | 3     |              |                   |           | 2       | 1               |
| 11  | España          | 3     |              |                   |           |         | 3               |
| 17  | Ucrania         | 2     |              |                   |           |         | (+2)            |
| 17  | Corea del Sur   | 2     |              |                   |           |         | 2               |
| 17  | Reino Unido     | 2     |              |                   |           |         | 2               |
| 20  | Letonia         | 1     |              |                   | 1         |         |                 |
| 20  | Suiza           | 1     |              |                   |           | 1       |                 |
| 20  | Chile           | 1     |              |                   |           |         | 1               |
| 20  | Croacia         | 1     |              |                   |           |         | 1               |
| 20  | Italia          | 1     |              |                   |           |         | 1               |
| 20  | Polonia         | 1     |              |                   |           |         | 1               |
| 20  | Serbia          | 1     |              |                   |           |         | 1               |
| 20  | Suecia          | 1     |              |                   |           |         | 1               |

(*) Dentro de la columna de Grand Slam, se incluye el torneo de la WTA Tour Championships, con un (+1) y en la columna de International se incluye el WTA Elite Trophy, con un (+1).

### Dobles Mixto

#### Por tenistas
| Nº | Tenista               | TOTAL | Grand Slam |
| 1  | Yung-Jan Chan         | 1     | 1          |
| 1  | Gabriela Dabrowski    | 1     | 1          |
| 1  | Ivan Dodig            | 1     | 1          |
| 1  | Bethanie Mattek-Sands | 1     | 1          |
| 1  | Nicole Melichar       | 1     | 1          |
| 1  | Jamie Murray          | 1     | 1          |
| 1  | Mate Pavić            | 1     | 1          |
| 1  | Alexander Peya        | 1     | 1          |

#### Por países
| Nº | País           | TOTAL | Grand Slam |
| 1  | Croacia        | 2     | 2          |
| 1  | Estados Unidos | 2     | 2          |
| 3  | Austria        | 1     | 1          |
| 3  | Canadá         | 1     | 1          |
| 3  | China Taipéi   | 1     | 1          |
| 3  | Reino Unido    | 1     | 1          |

### Detalles de los títulos
Las siguientes jugadoras ganaron su primer título del circuito en individual o dobles:
Individual
- Naomi Osaka  – Indian Wells (Cuadro)
- Aleksandra Krunić  – 's-Hertogenbosch (Cuadro)
- Tatjana Maria  – Mallorca (Cuadro)
- Qiang Wang  – Nanchang (Cuadro)
- Olga Danilović  – Moscú (International) (Cuadro)
- Mihaela Buzărnescu  – San José (Cuadro)
- Aryna Sabalenka  – New Haven (Cuadro)
- Dayana Yastremska  – Hong Kong (Cuadro)

Dobles
- Simona Halep  – Shenzhen (Cuadro)
- Bibiane Schoofs  – Auckland (Cuadro)
- Georgina García Pérez  – Budapest (Cuadro)
- Fanny Stollár  – Budapest (Cuadro)
- Naomi Broady  – Monterrey (Cuadro)
- Sara Sorribes  – Monterrey (Cuadro)
- Irina Khromacheva  – Bogotá (Cuadro)
- Anna Blinkova  – Rabat (Cuadro)
- Mihaela Buzărnescu  – Estrasburgo (Cuadro)
- Alexa Guarachi  – Gstaad (Cuadro)
- Desirae Krawczyk  – Gstaad (Cuadro)
- Anastasia Potapova  – Moscú (International) (Cuadro)
- Ji-Hee Choi  – Seúl (Cuadro)
- Na-Lae Han  – Seúl (Cuadro)
- Olga Danilović  – Tashkent (Cuadro)
- Tamara Zidanšek  – Tashkent (Cuadro)
- Greet Minnen  – Luxemburgo (Cuadro)
- Alison Van Uytvanck  – Luxemburgo (Cuadro)

Las siguientes jugadoras defendieron con éxito el título conseguido la temporada pasada en individual o dobles:
Individual
- Elise Mertens  – Hobart (Cuadro)
- Elina Svitolina  – Dubái (Cuadro), Roma (Cuadro)
- Lesia Tsurenko  – Acapulco (Cuadro)
- Petra Kvitová  – Birmingham (Cuadro)

Dobles
- Raquel Atawo  – Stuttgart (Cuadro)
- Květa Peschke  – Praga (Cuadro)
- Irina-Camelia Begu  – Bucarest (Cuadro)
- Xinyu Jiang  – Nanchang (Cuadro)
- Qianhui Tang  – Nanchang (Cuadro)
- Johanna Larsson  – Linz (Cuadro)
- Tímea Babos  – Tour Championships (Cuadro)

## Distribución de puntos
| Categoría                      | G    | F    | SF                                            | CF                                            | R16                                           | R32                                           | R64                                           | R128                                          | Q                                             | Q3                                            | Q2                                            | Q1                                            |
| Grand Slam (S)                 | 2000 | 1300 | 780                                           | 430                                           | 240                                           | 130                                           | 70                                            | 10                                            | 40                                            | 30                                            | 20                                            | 2                                             |
| Grand Slam (D)                 | 2000 | 1300 | 780                                           | 430                                           | 240                                           | 130                                           | 10                                            | –                                             | 48                                            | –                                             | –                                             | –                                             |
| WTA Finals (S)                 | +750 | +330 | (250 por cada victoria, 125 por cada derrota) | (250 por cada victoria, 125 por cada derrota) | (250 por cada victoria, 125 por cada derrota) | (250 por cada victoria, 125 por cada derrota) | (250 por cada victoria, 125 por cada derrota) | (250 por cada victoria, 125 por cada derrota) | (250 por cada victoria, 125 por cada derrota) | (250 por cada victoria, 125 por cada derrota) | (250 por cada victoria, 125 por cada derrota) | (250 por cada victoria, 125 por cada derrota) |
| WTA Finals (D)                 | 1500 | 1050 | 690                                           | 460                                           |                                               |                                               |                                               |                                               |                                               |                                               |                                               |                                               |
| WTA Premier Mandatory (96S)    | 1000 | 650  | 390                                           | 215                                           | 120                                           | 65                                            | 35                                            | 10                                            | 30                                            | –                                             | 20                                            | 2                                             |
| WTA Premier Mandatory (64S)    | 1000 | 650  | 390                                           | 215                                           | 120                                           | 65                                            | 10                                            | –                                             | 30                                            | –                                             | 20                                            | 2                                             |
| WTA Premier Mandatory (28/32D) | 1000 | 650  | 390                                           | 215                                           | 120                                           | 10                                            | –                                             | –                                             | –                                             | –                                             | –                                             | –                                             |
| WTA Premier 5 (56S)            | 900  | 585  | 350                                           | 190                                           | 105                                           | 60                                            | 1                                             | –                                             | 30                                            | 20                                            | 12                                            | 1                                             |
| WTA Premier 5 (28D)            | 900  | 585  | 350                                           | 190                                           | 105                                           | 1                                             | –                                             | –                                             | –                                             | –                                             | –                                             | –                                             |
| WTA Premier (56S)              | 470  | 305  | 185                                           | 100                                           | 55                                            | 30                                            | 1                                             | –                                             | 12                                            | –                                             | 8                                             | 1                                             |
| WTA Premier (32S)              | 470  | 305  | 185                                           | 100                                           | 55                                            | 1                                             | –                                             | –                                             | 20                                            | 16                                            | 10                                            | 1                                             |
| WTA Premier (16D)              | 470  | 305  | 185                                           | 100                                           | 1                                             | –                                             | –                                             | –                                             | –                                             | –                                             | –                                             | –                                             |
| WTA Elite Trophy               | +260 | +200 | (120 por cada victoria, 40 por cada derrota)  | (120 por cada victoria, 40 por cada derrota)  | (120 por cada victoria, 40 por cada derrota)  | (120 por cada victoria, 40 por cada derrota)  | (120 por cada victoria, 40 por cada derrota)  | (120 por cada victoria, 40 por cada derrota)  | (120 por cada victoria, 40 por cada derrota)  | (120 por cada victoria, 40 por cada derrota)  | (120 por cada victoria, 40 por cada derrota)  | (120 por cada victoria, 40 por cada derrota)  |
| WTA International (56S)        | 280  | 180  | 110                                           | 60                                            | 30                                            | 15                                            | 1                                             | –                                             | 10                                            | –                                             | 6                                             | 1                                             |
| WTA International (32S)        | 280  | 180  | 110                                           | 60                                            | 30                                            | 1                                             | –                                             | –                                             | 18                                            | 14                                            | 10                                            | 1                                             |
| WTA International (16D)        | 280  | 180  | 110                                           | 60                                            | 1                                             | –                                             | –                                             | –                                             | –                                             | –                                             | –                                             | –                                             |

### Regresos
- Rebecca Marino (nació el 16 de diciembre de 1990 en Toronto, Canadá) se unió a la gira profesional en 2008 y alcanzó el ranking número 38 en individual. Ella tomó un descanso del tenis para lidiar con la fatiga mental y física de febrero a agosto de 2012. Después de jugar algunos torneos ITF y WTA, decidió a finales de febrero de 2013 tomar un segundo descanso del tenis sin un cronograma para su regreso. Marino comenzó a entrenar nuevamente durante la primera semana de septiembre de 2017 y decidió regresar a la competición en octubre de 2017, después de estar fuera del juego durante casi cinco años. Estaba programada para jugar un evento ITF 60K en Saguenay, pero su regreso se retrasó por tres meses debido a las regulaciones administrativas de la ITF. Regresó en un evento ITF 15K en Antalya a finales de enero de 2018 y ganó el título en su primer torneo.

- Marion Bartoli (nació el 2 de octubre de 1984 en Le Puy-en-Velay, Francia) se unió a la gira profesional en el año 2000 y alcanzó el ranking número 7 en individual y el número 15 en dobles. Bartoli ganó 8 títulos de individuales y 3 títulos de dobles durante su carrera, con su título de individuales final siendo su más prestigioso, en el Campeonato de Wimbledon 2013 donde derrotó a Sabine Lisicki para reclamar su único título de Grand Slam. Además, llegó a la final de Wimbledon en 2007, donde perdió frente a Venus Williams, y también llegó a los cuartos de final o mejor en cada una de las otras tres carreras. Bartoli anunció su retiro en agosto de 2013 después del Abierto de Cincinnati. En diciembre de 2017, anunció que volvería a la gira profesional de tenis en 2018. [18] Bartoli fue galardonado con un comodín en el Abierto Mexicano de 2018, pero se retiró antes del torneo, declarando que estaba lesionada y que esperaba estar en forma para la temporada de hierba. Sin embargo, como resultado de lesiones continuas, Bartoli decidió abandonar su intento de regreso en junio.

## Retiros
- Casey Dellacqua nació el 11 de febrero de 1985 en Perth, Australia, se convirtió en profesional en 2002 y alcanzó el ranking de n.° 26 en individuales y no. 3 en dobles. Llegó a siete finales de Grand Slam Dobles y ganó 7 títulos de dobles. También ganó el evento de dobles mixtos del Abierto de Francia 2011 junto a Scott Lipsky. Dellacqua jugó su último partido profesional en febrero durante un decisivo duelo de la Fed Cup.[3]

- Karin Knapp (nació el 28 de junio de 1987 en Bruneck, Italia) se unió a la gira profesional en 2002 y alcanzó el ranking número 33 en individual y el número 49 en dobles. Knapp ganó 2 títulos de individuales durante su carrera. Como miembro del equipo italiano de la Copa Federación, Knapp formó parte del equipo que ganó el título en 2013. Anunció su retiro en mayo de 2018.[4]

- Roberta Vinci nació el 18 de febrero de 1983 en Taranto (Italia) y se convirtió en profesional en 1999. Su ranking más alto fue N.º 7 en individual y N.º 1 en dobles. Llegó a la final en el Abierto de Estados Unidos 2015 al derrotar a Serena Williams en las semifinales. Ganó cinco títulos de dobles de torneos de Grand Slam con su compatriota Sara Errani. Vinci anunció que el Premier de Roma será su torneo final.[5]